# Melidectes whitemanensis
Melidectes whitemanensis е вид птица от семейство Meliphagidae. Видът е почти застрашен от изчезване.

## Разпространение
Видът е разпространен в Папуа Нова Гвинея.